# Bart Santana
Bart Santana, de son vrai nom Bartolomé Santana, est un acteur espagnol né le 6 octobre 1980, qui interprète notamment le rôle de Roque dans la série espagnole Physique ou Chimie.
Il est en couple avec l'actrice Silvia Marty, qui interprète le rôle d'Ingrid Munoz dans la série Un, dos, tres.